# Phonarellus nitidus
Phonarellus nitidus är en insektsart som beskrevs av Andrej Vasiljevitj Gorochov 1992. Phonarellus nitidus ingår i släktet Phonarellus och familjen syrsor. Inga underarter finns listade i Catalogue of Life.